# Кочура Михайло Федорович
Кочура Михайло Никифорович (*6 серпня 1851, Ромни — † після 1932, Полтава) — український культурний діяч, письменник, поет.

## Біографія
Народився в сім'ї чиновника.
Навчався в гімназіях Полтави та Катеринослава.
Служив телеграфістом на залізниці, дрібним чиновником у Миргороді та Полтавському губернському правлінні.
1874—1875 входив до підпільного гуртка народного напряму «Унія». Потім оселився на хуторі поблизу села Федунки, де в нього бували Володимир Самійленко, Павло Богацький, Володимир Винниченко та інші, згодом жив на хуторі поблизу села Абазівка.
Друкувався в газеті «Неделя», журналах «Сын отечества» й «Хуторянин», тижневику «Слово», збірці «Перша ластівка» та інших.
Автор збірок віршів «Гончар», «Заповіт сім'ї на могилі матері», «Зустрічі і малюнки з натури» (всі — 1906), «В смутну годину» (1907). Видав у Полтаві три книжки своїх творів — збірки поезій «Народні сльози», «Промінь надії на інше життя» і драму «Велике жадання» із задуманої трилогії «30 років на хуторі» (всі — 1906—1907), грошовий збір з проданих книжок передав у фонд будівництва пам'ятника Тарасу Шевченку в Києві.
Остання збірка віршів — «На століття Т. Г. Шевченка. Відгуки наболілого серця. 1908—1911 pp.» (1914).
Вірші Кочура глибоко ліричні, окремі з них стали піснями, в них славилась воля, звучав заклик до боротьби з гнобителями. Надруковано цикл нарисів з народної медицини «Скорботні листки хуторянина» (1900—1901) в журналі «Вестник гомеопатической медицины». Написав «Спогади. 1851—1918» (1931, не опубліковано).